# Рэйдигонде, Сильвестр
Луи Сильвестр Мишель Рэйдигонде (англ. Louis Sylvestre Michel Radegonde; род. 16 марта 1956, Ла-Диг, Ла-Диг и Внутренние острова) — сейшельский политический и дипломатический деятель. С 3 ноября 2020 года занимает пост министра иностранных дел Сейшельских островов.
До своего назначения министром Рэйдигонде занимал посты верховного комиссара и посла в разных странах.

## Биография
В середине 1980-х годов он некоторое время работал в гостиничном бизнесе. Окончил аспирантуру по дипломатии в Вестминстерском университете, получив степень магистра. Затем он поступил на дипломатическую службу и в 1987—1989 годах был начальником протокольного отдела и ответственным за Северную и Южную Америку в Министерстве иностранных дел.
Рэйдигонде начал свою дипломатическую карьеру в 1976 году. В середине 1980-х годов некоторое время работал в гостиничном бизнесе. С 1989 по 1992 занимал должности врио Верховного комиссара в Великобритании, с 1992 по 1993 был непосредственно Верховным комиссаром. С 1993 по 1997 год занимал должность посла в Бельгии и постоянного представителя при Европейском союзе. С 1998 был Верховным комиссаром в Малайзии. До 2004 года был аккредитован в качестве Верховного комиссара в Индии, Австралии и Новой Зеландии, а также посла в Японии, Южной Корее, Индонезии и Китайской Народной Республике.
С 2004 по 2005 год занимал должность главного секретаря и, таким образом, высшего должностного лица Министерства иностранных дел, а в 2005 году ненадолго стал председателем и главным исполнительным директором Совета по туризму Сейшельских островов. В 2006 году он оставил дипломатическую службу и в течение десяти лет работал в частном секторе на Сейшельских островах и в Великобритании, в том числе в компании DHL Clinical Trials Logistics.
В апреле 2017 года он вернулся на дипломатическую службу и впоследствии стал Чрезвычайным и Полномочным Послом во Франции. В этой должности он также был аккредитован в качестве посла в России, Андорре, Кабо-Верде, Италии, Монако, Турции, Марокко, Португалии, Испании и Австрии. Будучи послом во Франции, он также представлял интересы Сейшельских островов в качестве постоянного представителя в ЮНЕСКО, Продовольственной и сельскохозяйственной организации ООН (ФАО), Международном фонде сельскохозяйственного развития (МФСР), Международной организации франкофонии (МОФ) и Всемирной туристской организации (ЮНВТО).
В 2018 году он был назначен послом-нерезидентом в Монако, а в 2019 году — послом-нерезидентом в России.
3 ноября 2020 года Сильвестр Рэйдигонде занял посты министра иностранных дел и министра туризма в кабинете Рамкалавана. Он был приведен к присяге 16 ноября 2020 года.
Помимо основной должности, он также является председателем Группы малых островных развивающихся государств (МОРАГ) ЮНЕСКО, председателем правления Управления рыболовства Сейшельских островов (SFA), заместителем управляющего Международного валютного фонда (МВФ) и председателем подкомитета по администрации и финансам Секретариата Стран Африки, Карибского бассейна и Тихого Океана (АКТ).